# Florian Bochwic
Florian Bochwic herbu Radwan (ur. 4 maja 1799 w Mirze, zm. 9 sierpnia 1856 w Waszkowcach) – polski pisarz filozof i moralista. 
Jego ojciec Romuald Bochwic h. Radwan był protestantem, żona Aniela Borzobochata – katoliczką. Uczył się najpierw w Nieświeżu, w szkole przy klasztorze dominikanów. Potem na wydziałach prawnych uniwersytetów kijowskiego i wileńskiego. Przez jakiś czas pracował jako adwokat w Nowogródku, potem kupił majątek Waszkowce, gdzie zamieszkał z rodziną. Żonaty z Pauliną Majewską, siostrzenicą matki Adama Mickiewicza. 
Dom Bochwiców w Waszkowcach był miejscem spotkań inteligencji. W 1841 roku Florian Bochwic wydał pierwszą filozoficzną pracę „Obraz myśli: na pamiątkę egzystencji mojej, żonie i dzieciom”. W 1842 roku „Zasady myśli i uczuć moich”, potem w 1847 roku „Pomysły o wychowaniu człowieka”.
Ożenił się z Pauliną Majewską h. Mogiła. Mieli pięcioro dzieci: Anielę Bochwic (O'Rourke), Józefę Bochwic (Abramowską), Jana Ottona Bochwica, Lucjusza I Bochwica oraz Romana Innocentego Bochwica. 
Został pochowany w Darewie.